# Monaster Gornieński

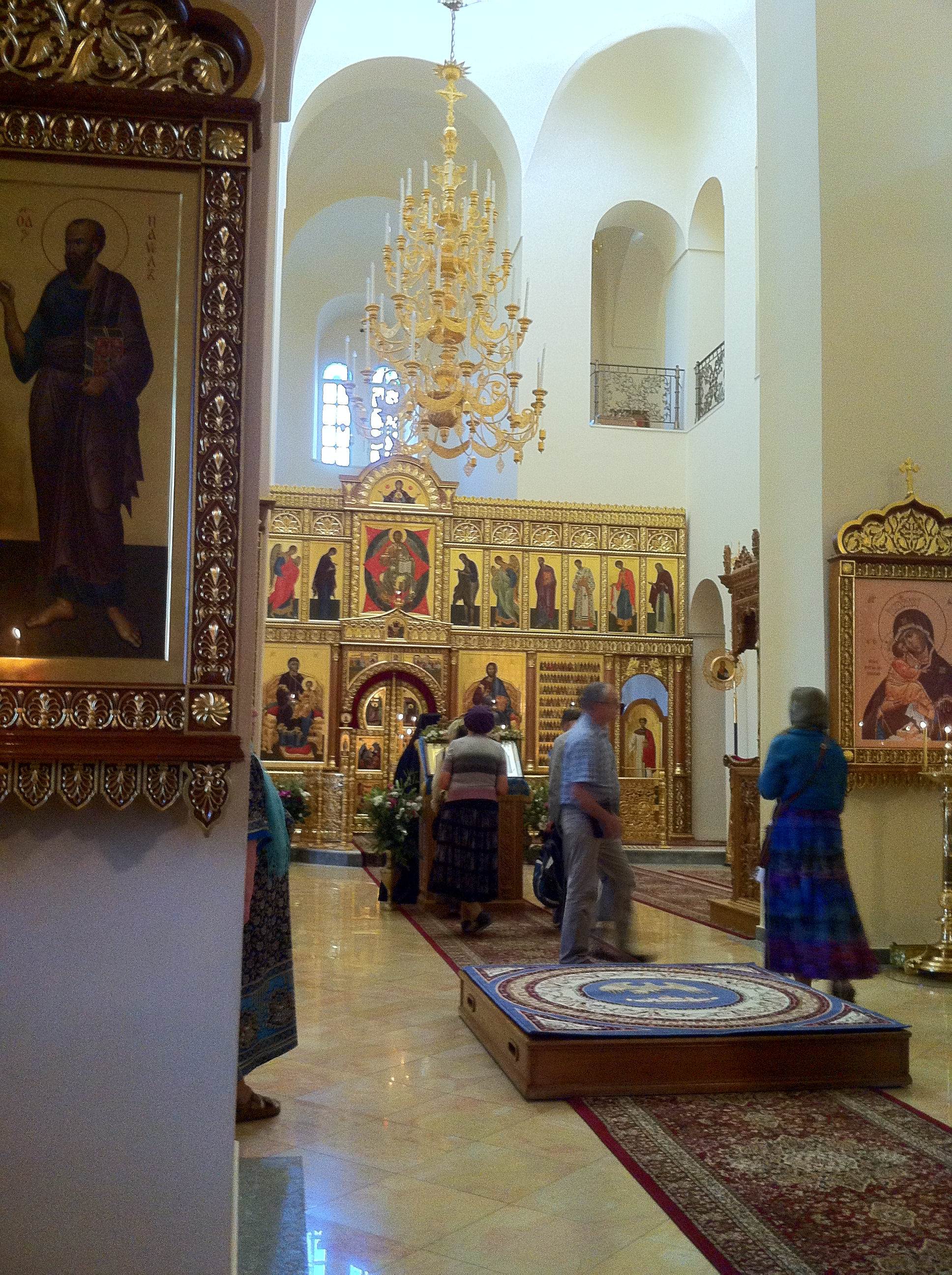
Wnętrze (2013)

Monaster Gornieński – prawosławny żeński klasztor w En Kerem, należący do rosyjskiej misji prawosławnej w Jerozolimie.
Inicjatorem powstania klasztoru był archimandryta Antonin (Kapustin), kierownik rosyjskiej misji prawosławnej. W celu założenia monasteru archimandryta zakupił dwa domy w miejscowości, następnie nabył także plantację drzewek oliwkowych i kolejne działki. Początkowo w obiektach tych powstał dom pielgrzyma rosyjskiego, w którym następnie osiadło kilka rosyjskich mniszek. Na mocy regulaminu wspólnoty opracowanego przez archimandrytę Antoniego pielgrzymi, którzy pragnęli na dłużej zamieszkać w miejscowości, musieli samodzielnie wznieść dla siebie dom i urządzić ogród. Decyzja ta wpłynęła na wygląd monasteru: do dziś (XXI w.) nie istnieją w nim całe budynki mieszkalne z rzędami cel mniszek, lecz pojedyncze domy.
Pierwsza kamienna świątynia w kompleksie klasztornym powstała w 1882 i została poświęcona rok później, pod wezwaniem Spotkania Matki Bożej i Świętej Elżbiety (święto to zostało ustanowione w Rosyjskim Kościele Prawosławnym w związku z utworzeniem tegoż klasztoru, dzięki specjalnym staraniom archimandryty Antoniego). Następnie patronką cerkwi została Kazańska Ikona Matki Bożej – w monasterze przechowywana jest jej kopia czczona jako cudotwórcza. Wyposażenie obiektu zostało przywiezione z Rosji. Ikonę Chrystusa w koronie cierniowej dla ikonostasu napisał sam archimandryta Antonin. Na terenie monasteru znajduje się kamień, przy którym według tradycji nauczał Jan Chrzciciel, oraz kolumna z domu świętych Zachariasza i Elżbiety.
Budowę głównego soboru klasztornego rozpoczęto w 1911 i przerwano w 1914 w związku z wybuchem I wojny światowej. W 1987 urządzono natomiast cerkiew św. Jana Chrzciciela w jednej z pieczar na terenie monasteru. Dopiero w 2003 kierownik rosyjskiej misji prawosławnej w Jerozolimie archimandryta Elizeusz nakazał wznowienie prac, kontynuował je jego następca, archimandryta Tichon, zaś w 2007 metropolita smoleński i kaliningradzki Cyryl wyświęcił gotowy obiekt.
W 1992 w monasterze przebywało ok. 50 mniszek, w 2012 było ich 83. Część z nich pracuje na terenie głównej siedziby rosyjskiej misji prawosławnej w Jerozolimie.